# Migliacciu
Les migliacci (migliacciu au singulier) sont des spécialités culinaires corses. Ce sont des préparations salées à base de fromage de chèvre ou de brebis. Elles peuvent être faites au feu de bois ou au four, et se mangent tièdes ou froides.
Leur préparation passe par l’élaboration d’une pâte (farine de châtaigne, sel et petit lait de chèvre ou de brebis, puis levain ou levure, et brocciu coupé en cubes), qui doit fermenter quelques heures. Elle est étalée en disque d’environ 1 centimètre d’épaisseur et 15 centimètres de diamètre, sur lequel est étalée un mélange d’œuf et de lait de chèvre ou de brebis. Après repos, les migliacci cuisent pendant quinze minutes sur des feuilles de châtaignier.

## Origine
Il est difficile de trouver une date ou une origine exacte tant ce plat est populaire en Corse et ce à travers toute l’île.
Cependant la légende la plus répandue voudrait qu’au cours du XVIIIe siècle un boulanger de la localité de Migliacciaru en Haute-Corse, situé sur le canton du Fiumorbu, connu notamment pour sa richesse en châtaigniers, aurait proposé à ses clients du pain au fromage, et lors d’une fournée ayant oublié d incorporer le levain dans sa pâte, durant la préparation, il s’aperçût que le résultat était très éloigné du pain mais avait beaucoup de succès auprès de ses clients.
Plus tard afin d’apporter une touche gustative mais également  dans un but pratique, le papier sulfurisé ayant été popularisé au cours du siècle suivant (inventé en 1846 par les français Poumarède et Figuier), il décida de cuire ses préparation directement sur une feuille de châtaignier, et connu un succès retentissant dépassant ainsi les frontières du Fiumborbu.
Finalement la simplicité du plat a permis à celui ci de se généraliser en Corse et de ce fait de devenir un mets intemporel.
Leurs noms « Migliacci » faisant référence à « Migliacciaru » serait donc l’ultime héritage de leur origine.